# LHS 1140b
LHS 1140b es un planeta extrasolar del tipo rocoso que orbita alrededor de la estrella LHS-1140, una estrella enana roja de tipo espectral M4.5V, en la constelación de Cetus (la ballena). Este planeta orbita alrededor de su sol a una distancia relativamente cercana, de tal manera que aunque la estrella emite una luminosidad muy baja, el planeta está ubicado en la llamada zona de habitabilidad de la estrella, donde si se dan las condiciones adecuadas, podría albergar mares de agua líquida en su superficie.
El sol LHS 1140 está situado a una distancia de 41 años luz de la Tierra y supera la edad de 5000 millones de años, con un 15 % de la masa del Sol. Su período de rotación es de 130 días. Es una estrella poco activa en la que no se han observado fulguraciones hasta la fecha.

## Características

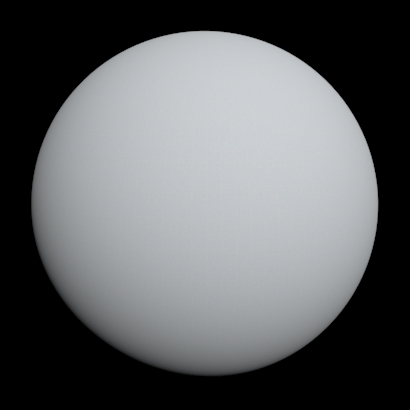
Representación estándar de un exoplaneta.

La órbita del planeta pasa exactamente entre la Tierra y su estrella, produciendo lo que se denominan tránsitos. De esta manera, hay posibilidades de realizar estudios de su atmósfera por espectroscopia.
Comparada con la Tierra, la masa mínima del planeta LHS 1140b es 6,6 veces mayor, el diámetro es de aproximadamente 1,4 veces más grande y en consecuencia la densidad es 2,3 veces la de la Tierra. Basándonos en la densidad podemos concluir que es un planeta rocoso. La elevada densidad puede ser explicada por un manto de silicatos magnésicos, y un núcleo de hierro mucho más grande de la Tierra.
Los estudios hasta el momento realizados muestran una órbita de excentricidad moderada (inferior a 0,29 con un 90 % de confianza), coherente con una órbita circular. El semieje mayor es de 0,0875 ua y el período orbital es de 24,74 días.
El planeta fue descubierto por el proyecto MEarth utilizando el método del tránsito, mientras que la masa mínima del planeta fue calculada con las velocidades radiales medidas por el espectógrafo HARPS. Los investigadores esperan poder estudiar más a fondo el planeta con telescopios de próxima generación como el telescopio espacial James Webb y el Telescopio Europeo Extremadamente Grande del ESO.
De esta manera, será posible estudiar la atmósfera de un planeta rocoso similar a la Tierra durante el tránsito para poder obtener información sobre su composición química. La presencia de ciertas moléculas como oxígeno o metano, podrían sugerir que en el planeta se están produciendo procesos biológicos. Otro aspecto relevante para comprender la habitabilidad del planeta será conocer la rotación, ya que afecta a su circulación atmosférica global. Es concebible que después de más 5000 millones de años la propia rotación del planeta hubiese sufrido alteraciones entrando en una resonancia como en el caso de Mercurio o el acoplamiento de marea de la Luna, por lo que su órbita alrededor de la Tierra presenta siempre su misma cara a ésta.